# Agence locale pour l'emploi
L'agence locale pour l'emploi (ALE) en Belgique est une agence chargée de l'organisation et du contrôle d'activités non rencontrées dans les circuits du travail régulier. En outre, elles peuvent également fournir des services et emplois de proximité, de type titre-service.
Depuis 1994, chaque commune (ou groupement de communes) en Belgique est tenue de créer une agence locale pour l'emploi.
Ces missions sont réalisées soit par des demandeurs d'emploi, appelés prestataires « ALE », soit des travailleurs engagés sous contrat de travail dans le cadre du système titre-service.

## Historique

### Création
En 1994, la ministre fédérale chargée de l'Emploi, Miet Smet (CVP), lance le système ALE afin d'organiser et contrôler le travail non déclaré ; répondre aux besoins de proximité non couverts par le circuit du travail régulier et permettre à des personnes éloignées de l'emploi de reprendre pied avec le travail et d'obtenir un complément financier à leurs allocations de chômage ou leur revenu d'intégration.
Pour l'application de la mesure dans chaque commune, le Gouvernement fédéral de l'époque, vote un Arrêté royal, qui oblige les communes à instituer une agence locale pour l'emploi A.R du 10 juin 1994 portant exécution de l'article 8 de l'arrêté-loi du 28 décembre 1944.
Les agences locales pour l'emploi sont ainsi créées sous statut d'associations sans but lucratif. Elles sont composées paritairement, d'une part de membres désignés par le Conseil communal suivant la proportion entre la majorité et la minorité et d'autre part, de membres représentant les organisations qui siègent au Conseil national du travail.
Les agences locales pour l'emploi travaillent en collaboration avec l'Office national de l'emploi (ONEm)[source insuffisante] qui définit le cadre dans lequel les missions ALE peuvent avoir lieu, qui transmet à l'agence locale pour l'emploi, les listings des demandeurs d'emploi qui sont dans les conditions pour travailler en ALE, qui met à disposition du personnel pour réaliser ces missions.

#### Transfert des ALE aux régions
À la suite de la sixième réforme de l’État, les régions ont hérité de la compétence ALE. Les missions autrefois assurées par l'Office national de l'emploi (ONEm) ont été transférées, en Wallonie, à l'identique au FOREm depuis le 1er janvier 2016. Suivant la déclaration de politique régionale votée le 1er juillet 2014, la Région wallonne peut réformer les agences locales pour l'emploi. Cette réforme a amené plus d'une centaine d'ALE à se regrouper en ASBL, sous le nom de Plateforme des ALE wallonnes, PAW. Son but social est la représentation et la défense des intérêts des ALE de la Région wallonne (communautés francophone et germanophone) et le maintien de leur implantation locale. La PAW favorise également la mise en commun d'expériences, de projets et éventuellement de moyens propices à favoriser leurs réalisations.  

## Caractéristiques

### Les sections ALE traditionnelles
Toutes les agences locales pour l'emploi doivent répondre à l'obligation reprise dans l'A.R du 10 juin 1994 portant exécution de l'article 8 de l'arrêté-loi du 28 décembre 1944. Elles doivent permettre à des prestataires ALE qui sont sans emploi depuis un certain temps de reprendre une activité économique minime afin qu'ils puissent se réinsérer socio-professionnellement et bénéficier d'un complément financier.
Parallèlement, certaines ALE ont décidé d'ouvrir une section sui generis titre-service, conformément à l'article 8 de l'arrêté-loi du 28 décembre 1944.

### Utilisateurs
Le prestataire ALE peut exercer des activités à la demande de clients, appelés utilisateurs. Ces utilisateurs peuvent être des personnes privées, des ASBL, des autorités locales, des associations non commerciales, des établissements d'enseignement et des entreprises agricoles, fruiticultrices ou horticoles.
Chaque conseil d'administration d'ALE décide des activités qui peuvent être réalisées sur son territoire. Il choisit les activités suivant une liste établie par l'autorité de tutelle.
Pour pouvoir obtenir de l'aide d'un prestataire ALE, l'utilisateur doit impérativement être en ordre d'inscription à l'ALE de sa commune. Il doit en outre payer le prestataire au moyen de chèques ale émis par une société émettrice. Cette procédure atteste que la prestation ne relève pas de la fraude sociale (travail au noir). Ces chèques permettent également à l'utilisateur d'être éligible à une déduction fiscale. L'ALE souscrit également pour lui, une couverture en responsabilité civile.

### Prestataires
Pour travailler en ALE, les prestataires doivent impérativement être dans certaines conditions :
- soit bénéficier d'allocations de chômage depuis 24 mois s'ils ont moins de 45 ans ;
- soit bénéficier d'allocations de chômage depuis 6 mois s'ils ont plus de 45 ans ;
- soit bénéficier d'un revenu d'intégration sociale[12], d'une aide sociale équivalente ou d'une aide sociale à charge de l'État.

Le prestataire ne bénéficie pas d'un contrat de travail, selon la loi du 7 juillet 1976. Chaque heure prestée donne un complément de 4,10 € qui vient en complément du revenu du remplacement. Ce complément est net d'impôt.
Chaque mois, le prestataire ALE peut prester au maximum 70 heures, sans jamais dépasser les 630 h par an. Le complément de revenus peut donc atteindre 2.583 € par an. Le prestataire doit néanmoins être à chaque heure de prestation en possession d'un formulaire de prestation attestant qu'il ne « travaille pas au noir ».
Le prestataire est également couvert pour les accidents de travail.
Même s'il ne s'agit pas d'un contrat de travail, les prestations ALE sont considérées comme une opportunité de travail.

### Les sections titres-services des ALE
En 2003, le ministre Frank Vandenbroucke (SPA) lance le système des titres-services. Il ouvre ce système tant aux entrepreneurs privés qu'aux ASBL et aux CPAS. Une partie des agences locales pour l'emploi décide de se lancer dans ce projet, afin d’offrir un contrat de travail à une partie de leurs prestataires ALE.
Le système des titres-services permet à des aides ménagers d'entretenir le domicile privé d'utilisateurs. Le travailleur reçoit un contrat de travail de l'entreprise qui le met à disposition de l'utilisateur. Cet utilisateur ne paie qu'une partie du coût réel de la rémunération. La Région wallonne octroie à l'entreprise un subside par heure prestée pour couvrir la différence entre le coût réel de la rémunération et le montant payé par l'utilisateur. 
En 2016, le secteur du titre-service wallon comptait plus de 700 entreprises titres services agréées, dont 79 ALE, 38.000 travailleurs ALE sous contrat et près de 280 000 utilisateurs qui ont acheté 30 millions de titres-services.